# Perdita melanostoma
Perdita melanostoma är en biart som beskrevs av Swenk och Cockerell 1907. Perdita melanostoma ingår i släktet Perdita och familjen grävbin. Inga underarter finns listade i Catalogue of Life.